# Kim Yoon-Kyung
Kim Yoon-Kyung (13 de enero de 1977) es una deportista surcoreana que compitió en taekwondo. Ganó una medalla de oro en el Campeonato Mundial de Taekwondo de 1999, y una medalla de oro en el Campeonato Asiático de Taekwondo de 2000.

## Palmarés internacional
| Campeonato Mundial  | Campeonato Mundial | Campeonato Mundial | Campeonato Mundial |
| Año                 | Lugar              | Medalla            | Categoría          |
| ------------------- | ------------------ | ------------------ | ------------------ |
| 1999                | Edmonton (Canadá)  | Medalla de oro     | –72 kg             |
| Campeonato Asiático |                    |                    |                    |
| Año                 | Lugar              | Medalla            | Categoría          |
| 2000                | Hong Kong (China)  | Medalla de oro     | –72 kg             |